# Cerkiew Świętego Michała Archanioła w Użoku
Cerkiew Świętego Michała Archanioła (ukr. Церква святого Михайла) – drewniana cerkiew prawosławna w Użoku. Świątynia parafialna, w dekanacie wielkoberezieńskim eparchii mukaczewskiej i użhorodzkiej Ukraińskiego Kościoła Prawosławnego Patriarchatu Moskiewskiego.
Świątynia wzniesiona w 1745 z drewna świerkowego, o konstrukcji zrębowej, trójdzielna. Nad babińcem znajduje się wieża-dzwonnica. Nawa i prezbiterium otwarte na całą wysokość i ściągnięte krzyżowymi belkami stropowymi. Wewnątrz znajduje się ikonostas i XVIII-wieczny ołtarz. Część wyposażenia (ikony, starodruki) pochodzi z XVII wieku.

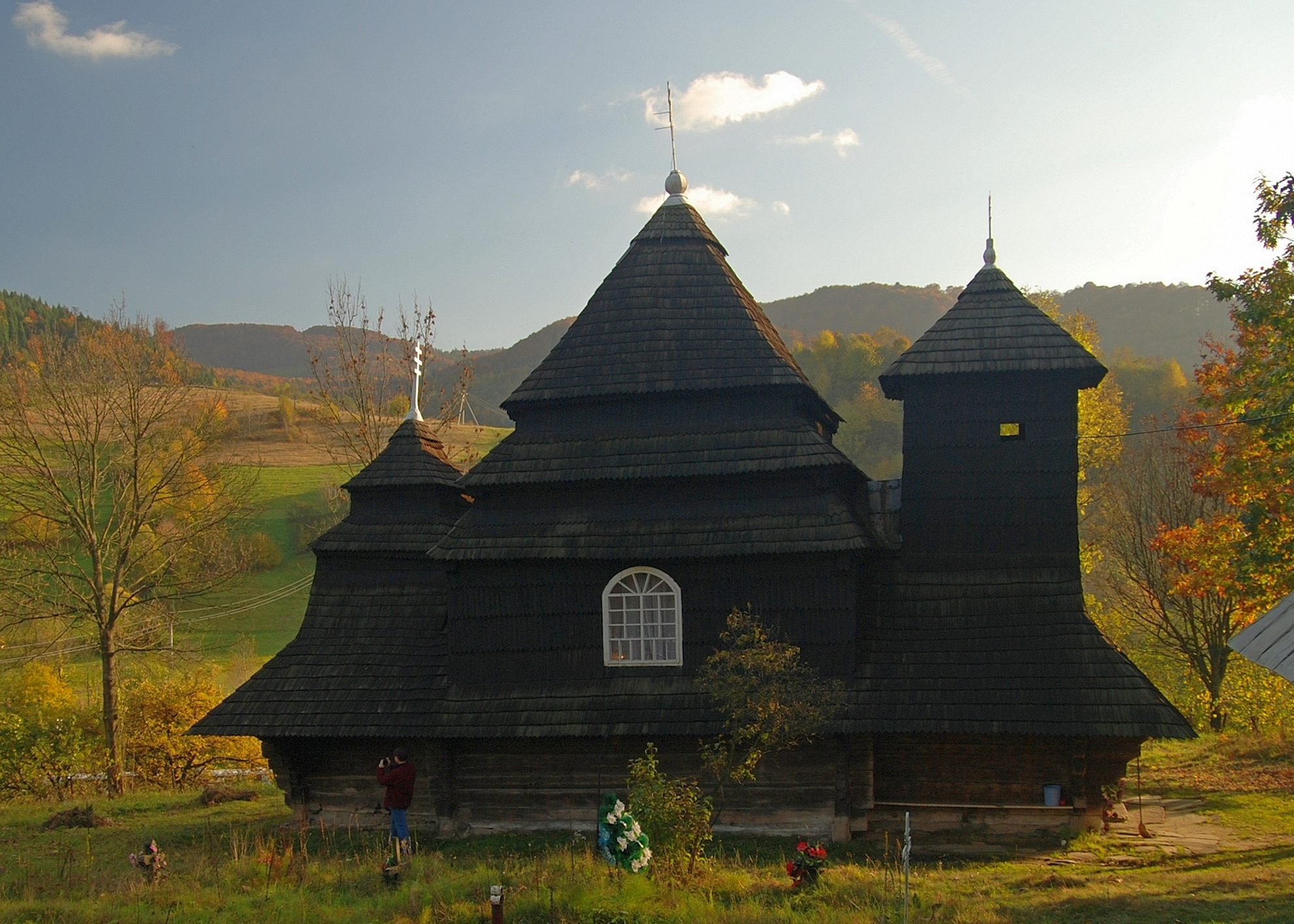
Elewacja północna
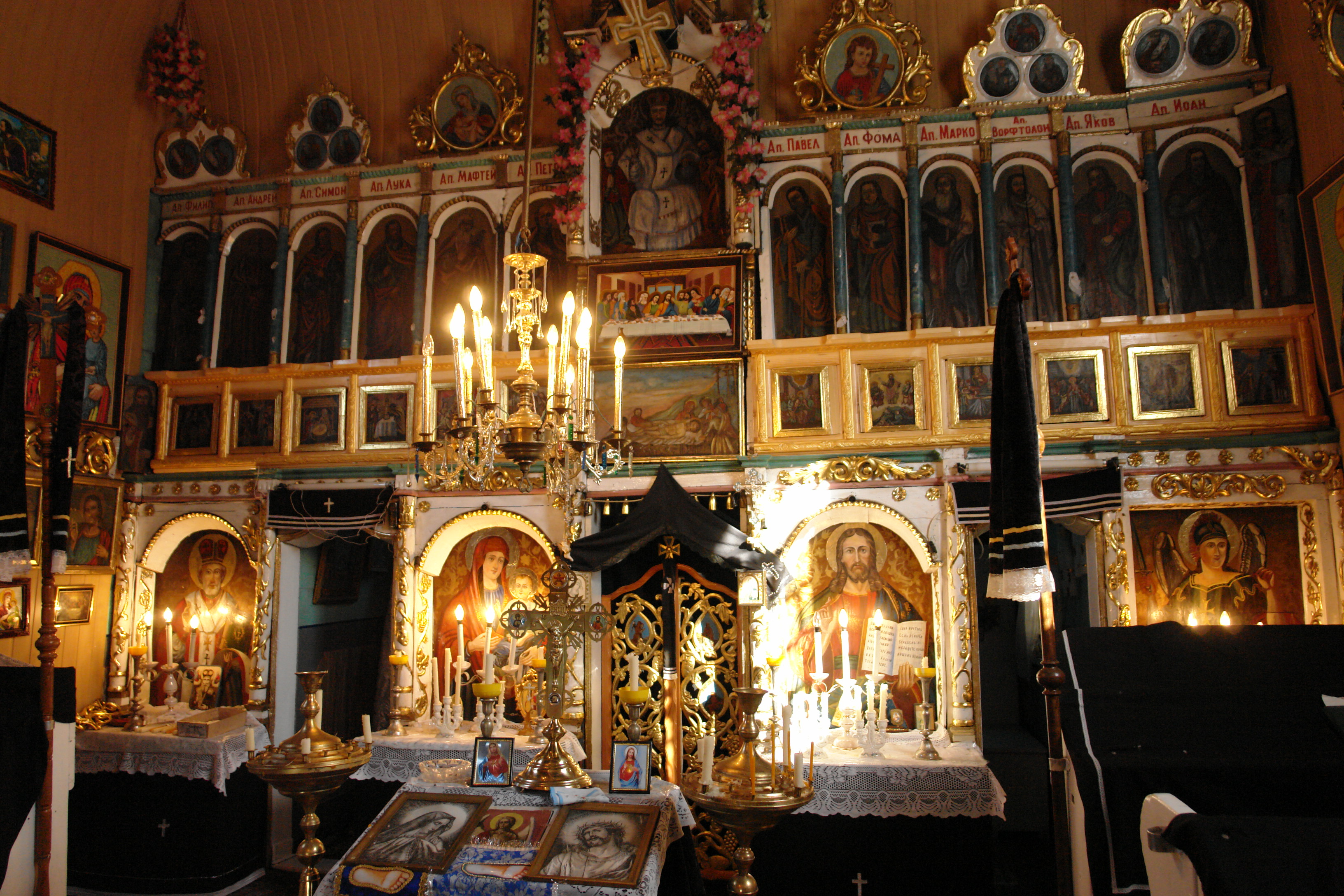
Ikonostas
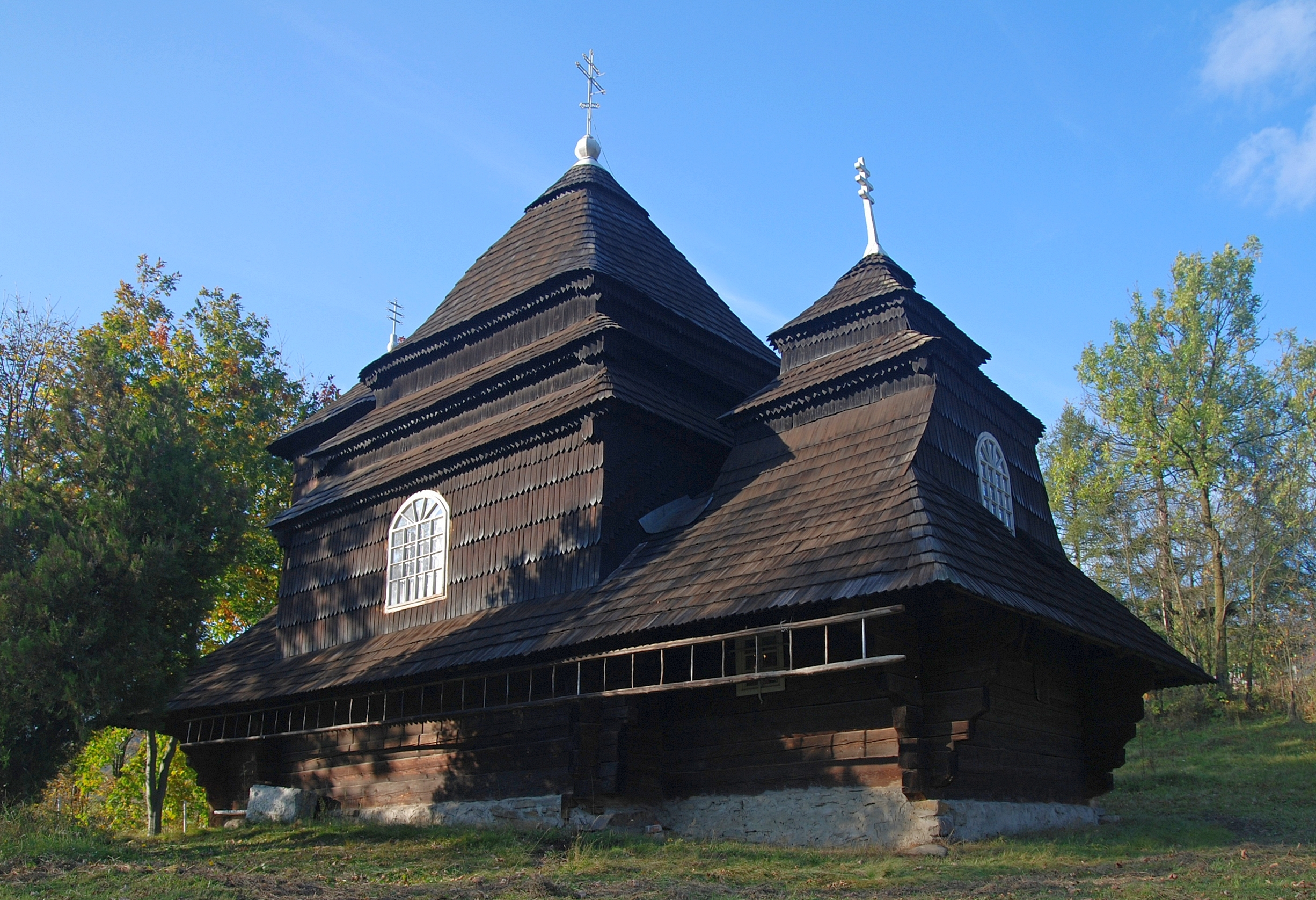
Widok od strony południowej

W 2013 cerkiew została wpisana na Listę Światowego Dziedzictwa UNESCO wraz z innymi drewnianymi cerkwiami w Polsce i na Ukrainie.
Cerkiew św. Michała Archanioła w Użoku jest najdalej położoną na południe cerkwią bojkowską.